# Гигикання
«Гигикання» (англ. The Giggle) – третій та останній спецвипуск 2023 року британського науково-фантастичного телесеріалу «Доктор Хто», яка транслювалася на BBC One 9 грудня 2023 року. Епізод написав Рассел Т. Девіс, а режисером виступила Чанья Баттон. Девід Теннант з'явився у своїй останній регулярній появі в ролі Чотирнадцятого Доктора разом із Кетрін Тейт у ролі його супутниці Донни Ноубл. Ніл Патрік Гарріс зіграв роль Іграшкаря, а Шуті Ґатва дебютував у ролі П'ятнадцятого Доктора.

## Сюжет
У 1925 році помічник Джона Логі Берда купує ляльку Стукі Білл (англ. Stooky Bill) в ексцентричного німецького іграшкаря, щоб випробувати новий винахід під назвою «телебачення».
У наш час Доктора і Донну доставляють до штаб-квартири UNIT. Доктор возз'єднується з Ширлі Бінґем, Кейт Летбрідж-Стюарт і Мелані Буш. За допомогою інопланетянина на ім'я Влінкс члени UNIT захищені від сигналів, які змушують людей божеволіти, тоді як Донна та Вілф захищені через свої численні подорожі з Доктором. Доктор визначає, що сигнали відтворюються роками, і знаходить відео Стукі Білла 1925 року. Він і Донна подорожують на ТАРДІС у 1925 рік, щоб знайти джерело відео.
Доктор і Донна знаходять магазин іграшок, а Доктор робить висновок, що німець і є Іграшкарем, якого він переміг у грі багато років тому. Іграшкар ловить їх у свій лабіринт і створює для них жахливі образи, а також показує, що він зіткнувся з численними болями та спіймав свого головного ворога, Майстра, у своєму золотому зубі. Доктор та Іграшкар грають у гру в карти, причому виграє останній, однак Доктор заявляє, що оскільки сам виграв минулу гру, у них нічия. Іграшкар вирішує провести з ним останню гру і тікає до сьогодення, а Доктор і Донна його переслідують.
Іграшкар атакує UNIT та бере під контроль його гальванічний промінь. Він вважає, що оскільки він зіткнувся з двома втіленнями Доктора, він повинен зіткнутися з іншим і смертельно ранить Доктора променем, викликаючи його регенерацію. Однак, на загальний подив, Доктор замість цього розпадається на дві інкарнації через «двогенерацію» (англ. bi-generation). І Чотирнадцятий, і П'ятнадцятий Доктори кидають виклик Іграшкарю у звичайну гру в лови м'яча. Доктори виходять переможцями, а Іграшкаря закривають у ящику, хоча він попереджає обох про прибуття своїх легіонів. Коли всі розходяться, на парапеті залишається золотий зуб Іграшкаря, і його підбирає невідома жінка.
Донна припускає, що старе обличчя Чотирнадцятого Доктора повернулося, тому що він емоційно виснажений минулою травмою, і що йому варто відмовитися на деякий час від подорожей і залишитися з нею та її родиною, але він сигналізує про свій намір не залишати ТАРДІС. П'ятнадцятий Доктор розуміє, що правила гри Іграшкаря все ще діють, і знаходить у ТАРДІС молот. Він використовує його для створення другої ідентичної ТАРДІС, з якою він і відправляється. Чотирнадцятий Доктор оселяється з Донною, її родиною та Мелані, а П'ятнадцятий Доктор подорожує всесвітом у нових пригодах.

## Виробництво
Девід Теннант і Кетрін Тейт повернулися до серіалу в рамках спеціальних випусків до 60-річчя серіалу. Теннант грає Чотирнадцятого Доктора, а Тейт повторила свою роль Донни Ноубл. Шуті Ґатва вперше з'явився як П'ятнадцятий Доктор. Ніл Патрік Гарріс зіграв Іграшкаря, персонажа, якого востаннє бачили у серії «Небесний Іграшкар» (1966), де його зіграв Майкл Гоф . Режисером епізоду стала Чанья Баттон. Знімання спецвипуску почалися в травні 2022 року і завершилися наприкінці липня 2022 року.

## Трансляція та прийом
| Сукупні рейтинги                | Сукупні рейтинги |
| Джерело                         | Рейтинг          |
| ------------------------------- | ---------------- |
| Rotten Tomatoes (Tomatometer)   | 100%             |
| Rotten Tomatoes (Average Score) |                  |
| Оцінки оглядів                  |                  |
| Джерело                         | Рейтинг          |
| Empire                          | [ 7 ]            |
| The Independent                 | [ 8 ]            |
| The Guardian                    | [ 9 ]            |
| The Daily Telegraph             | [ 10 ]           |
| the i                           | [ 11 ]           |

### Трансляція
«Гигикання» транслювалося 9 грудня 2023 року як третій і останній з трьох спеціальних випусків 2023 року, знятих до 60-річчя «Доктора Хто».

## Домашні медіа
«Гигикання», разом з двома іншими спецвипусками «Зоряний звір» і «Блакитна далечінь», мають вийти на домашніх медіа 18 грудня 2023 року.

### У друці
Новелізація епізоду, написана Джеймсом Ґоссом, має вийти в м'якій палітурці та аудіоверсії 11 січня 2024 року як частина Target Collection .